# Польова Слобідка (Бердичівський район)
Польова́ Слобі́дка — село в Україні, у Краснопільській сільській громаді Бердичівського району Житомирської області. Населення становить 72 особи (2001).

## Історія
У 1906 році — Польова Слобідка, село Янушпільської волості Житомирського повіту Волинської губернії. Відстань від повітового міста 69 верст, від волості 7. Дворів 72, мешканців 256.
У 1926—54 роках — адміністративний центр Польово-Слобідської сільської ради Янушпільського району.

## Населення

### Мова
Розподіл населення за рідною мовою за даними перепису 2001 року:
| Мова       | Кількість | Відсоток |
| ---------- | --------- | -------- |
| українська | 72        | 100 %    |